# Hipospermia
Hipospermia (także hypospermia) – schorzenie polegające na wydzielaniu podczas jednej ejakulacji mniej niż 2 ml spermy. Przejściowa hipospermia może być skutkiem odbycia dużej liczby stosunków w krótkim czasie, zakończonych wytryskiem. Dochodzi do niej na skutek wyczerpania się zapasów i możliwości produkcyjnych jąder, najądrzy, prostaty, pęcherzyków nasiennych oraz gruczołów opuszkowo-cewkowych.

Przeczytaj ostrzeżenie dotyczące informacji medycznych i pokrewnych zamieszczonych w Wikipedii.